# László Horváth
László Horváth (né le 3 septembre 1901 à Sándorfalva en Autriche-Hongrie et mort le 3 juillet 1981 à Budapest en Hongrie) est un joueur de football international hongrois, qui évoluait en tant qu'attaquant.
Il est surtout connu pour avoir terminé meilleur buteur du championnat de Hongrie durant la saison 1927 avec 14 buts.
Il n'a joué qu'un seul match en sélection avec l'équipe de Hongrie, le 20 août 1926 contre la Pologne, match lors duquel il inscrit un but.